# Сидоренківська сільська рада
Сидоре́нківська сільська́ ра́да — адміністративно-територіальна одиниця та орган місцевого самоврядування в Валківському районі Харківської області. Адміністративний центр — село Сидоренкове.

## Загальні відомості
- Сидоренківська сільська рада утворена в 1921 році.
- Територія ради: 66,65 км²
- Населення ради: 1 207 осіб (станом на 2001 рік)

## Населені пункти
Сільській раді підпорядковані населені пункти:
- с. Сидоренкове
- с. Завгороднє
- с. Майдан
- с. Мозолівка
- с. Очеретове
- с. Шелудькове

## Склад ради
Рада складається з 16 депутатів та голови.
- Голова ради: Дригайло Сергій Федорович
- Секретар ради: Корсун Ольга Михайлівна

### Керівний склад попередніх скликань
| Прізвище, ім'я, по батькові | Основні відомості                                                         | Дата обрання | Дата звільнення |
| --------------------------- | ------------------------------------------------------------------------- | ------------ | --------------- |
| Неділько Микола Григорович  | Сільський голова, 1959 року народження, безпартійний                      | 26.03.2006   | 05.06.2008      |
| Дригайло Сергій Федорович   | Сільський голова, 1960 року народження, освіта вища, член Партії регіонів | 03.05.2009   | 31.10.2010      |
| Дригайло Сергій Федорович   | Сільський голова, 1960 року народження, освіта вища, член Партії регіонів | 31.10.2010   |                 |

Примітка: таблиця складена за даними сайту Верховної Ради України

### Депутати
За результатами місцевих виборів 2010 року депутатами ради стали:

#### За суб'єктами висування
| Суб'єкт висування | Кількість обраних депутатів | %    |
| ----------------- | --------------------------- | ---- |
| Партія регіонів   | 14                          | 87,5 |
| Самовисування     | 2                           | 12,5 |

#### За округами
| № округу        | Прізвище, ім'я, по батькові       | Дата визнання обраним | Освіта             | Партійна приналежність                | Відомості про обраного депутата                         |
| --------------- | --------------------------------- | --------------------- | ------------------ | ------------------------------------- | ------------------------------------------------------- |
| Партія регіонів |                                   |                       |                    |                                       |                                                         |
| 1               | Івасютін Іван Михайлович          | 02.11.2010            | середня            | член Партії регіонів                  | поштовевідділення, листо-ноша                           |
| 2               | Губська Ольга Вікторівна          | 02.11.2010            | вища               | член Партії регіонів                  | Сидорен-ківськасільськарада, бух-галтер                 |
| 3               | Архіпов Олександр Анатолійович    | 02.11.2010            | вища               | член Партії регіонів                  | підприємець                                             |
| 4               | Кулініч Ольга Олексіївна          | 02.11.2010            | середня            | член Партії регіонів                  | Сидорен-ківськасільськарада, касир                      |
| 5               | Корсун Андрій Миколайович         | 02.11.2010            | вища               | член Партії регіонів                  | Сидоренківська загальноосвітня школа І-ІІІ ст., вчитель |
| 6               | Щербак Сергій Іванович            | 02.11.2010            | середня            | член Партії регіонів                  | тимчасово не працює                                     |
| 7               | Корсун Ольга Михайлівна           | 02.11.2010            | вища               | член Партії регіонів                  | Сидоренківська загальноосвітня школа І-ІІІ ст., вчитель |
| 8               | Максімов Андрій Володимирович     | 02.11.2010            | середня            | член Партії регіонів                  | сільгосп-підприєм-ство, водій                           |
| 10              | Положій Микола Іванович           | 02.11.2010            | вища               | член Партії регіонів                  | ТОВ «Агро-комплексЗаповіт», інженер                     |
| 11              | Бездітко Петро Васильович         | 02.11.2010            | вища               | член Партії регіонів                  | ТОВ «Агро-комплексЗаповіт», директор                    |
| 12              | Снігер Наталія Вікторівна         | 02.11.2010            | середня            | член Партії регіонів                  | підприємець                                             |
| 13              | Данильченко Наталія Олександрівна | 02.11.2010            | вища               | член Партії регіонів                  | Сидоренківська загальноосвітня школа І-ІІІ ст., вчитель |
| 14              | Борисенко Сергій Олексійович      | 02.11.2010            | середня            | член Партії регіонів                  | тимчасово не працює                                     |
| 15              | Марченко Андрій Миколайович       | 02.11.2010            | середня            | член Партії регіонів                  | тимчасово не працює                                     |
| Самовисування   |                                   |                       |                    |                                       |                                                         |
| 9               | Михайленко Володимир Михайлович   | 02.11.2010            | середня            | член Політичної партії «Наша Україна» | ВАТ Харківгаз, слюсар                                   |
| 16              | Маєр Тетяна Миколаївна            | 02.11.2010            | середня спеціальна | позапартійна                          | селоОчеретове, нач. ВПЗ                                 |